# AlloCiné
AlloCiné je francouzská internetová stránka, která poskytuje informace o francouzském filmu, televizi a filmových novinkách vydaných na DVD. Projekt začínal jako telefonická služba a postupně se změnil na filmovou databázi, ve které jsou obsaženy informace o všech filmech, které byly distribuovány na území Francie.
Byla založena v roce 1993, v roce 2000 jí odkoupila společnost Canal+, která jí v roce 2007 prodala francouzské mediální skupině Vivendi. Společnost sídlí v Paříži na Champs-Élysées.